# Delligser Steinbruch
Der Delligser Steinbruch ist ein Naturschutzgebiet in der niedersächsischen Gemeinde Delligsen im Landkreis Holzminden und der Stadt Alfeld (Leine) im Landkreis Hildesheim.
Das Naturschutzgebiet mit dem Kennzeichen NSG HA 143 ist 6 Hektar groß. Davon entfallen 5,3 Hektar auf den Landkreis Holzminden und 0,7 Hektar auf den Landkreis Hildesheim.
Das Naturschutzgebiet liegt nordöstlich von Delligsen am Steinberg. Es stellt einen aufgelassenen Kalksteinbruch und den angrenzenden Bereich unter Schutz. Der Steinbruch wird von Kalkhalbtrockenrasen und Steilwänden geprägt. Der Trockenrasen im Steinbruch wird durch periodische Pflegemaßnahmen offengehalten. Die angrenzenden Bereiche sind bewaldet. Sie dienen als Pufferzone.
Das Gebiet steht seit dem 29. Dezember 1989 unter Naturschutz. Zuständige untere Naturschutzbehörde sind die Landkreise Holzminden und Hildesheim.